# Оксид циркония(IV)

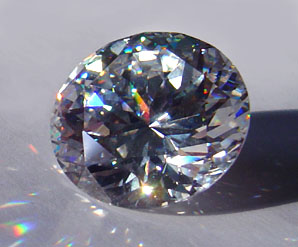
Фианит (кубический диоксид циркония)

Окси́д цирко́ния(IV) (диокси́д цирко́ния, двуо́кись цирко́ния) — бинарное неорганическое соединение кислорода и циркония с химической формулой ZrO2. Бесцветные кристаллы с температурой плавления 2715 °C. Оксид циркония — один из наиболее тугоплавких оксидов металлов.
Диоксид циркония проявляет амфотерные свойства, нерастворим в воде и водных растворах большинства кислот и щелочей, однако растворяется в плавиковой кислоте:
{\displaystyle {\mathsf {ZrO_{2}+6HF\rightarrow H_{2}ZrF_{6}+2H_{2}O}}}
- Растворяется в концентрированной серной кислоте с добавлением сульфата аммония при длительном нагревании:

{\displaystyle {\mathsf {ZrO_{2}+2H_{2}SO_{4}+(NH_{4})_{2}SO_{4}{\xrightarrow[{}]{300^{o}C}}(NH_{4})_{2}Zr(SO_{4})_{3}+2H_{2}O}}}
- Взаимодействует с расплавами щелочей:

{\displaystyle {\mathsf {ZrO_{2}+2NaOH{\xrightarrow[{}]{t^{o}C}}Na_{2}ZrO_{3}+H_{2}O}}}
- Может быть переведён в растворимое состояние с помощью хлорирования в присутствии углерода:

{\displaystyle {\mathsf {ZrO_{2}+2C+2Cl_{2}{\xrightarrow[{}]{t^{o}C}}ZrCl_{4}+2CO}}}
Диоксид циркония существует в трёх кристаллических формах:
- стабильная моноклинная, встречающаяся в природе в виде минерала бадделеита.
- метастабильная среднетемпературная тетрагональная, присутствующая во многих циркониевых керамиках. Переход тетрагональной фазы диоксида циркония в моноклинную сопровождается увеличением объёма, что увеличивает прочность таких керамик: механические напряжения у вершины растущей микротрещины инициируют фазовый переход тетрагональной модификации в моноклинную, и, как следствие, локальные увеличения объёма и, соответственно, давления, что стабилизирует микротрещину, замедляя её рост.
- нестабильная высокотемпературная кубическая. Крупные прозрачные кристаллы кубического диоксида циркония, стабилизированные примесями оксидов магния, иттрия, кальция, церия или других металлов, благодаря высокому показателю преломления и дисперсии применяются в ювелирном деле в качестве имитации алмазов; в СССР такие кристаллы получили название фианитов, от Физического института Академии наук, где были впервые синтезированы. Встречается также в природе в виде очень редкого минерала тажеранита.

Чистый диоксид циркония претерпевает фазовое превращение из моноклинного (стабильного при комнатной температуре) в тетрагональный (примерно при 1173 °С), а затем в кубический (около 2370 °С) по следующей схеме:
моноклинный {\displaystyle {\ce {<->[1173~^{\circ }{\text{C}}]}}} тетрагональный {\displaystyle {\ce {<->[2370~^{\circ }{\text{C}}]}}} кубический {\displaystyle {\ce {<->[2690~^{\circ }{\text{C}}]}}} плавление
В промышленности диоксид циркония используется в производстве огнеупоров на основе циркония, керамик, эмалей, стёкол. Применяется в стоматологии для изготовления зубных коронок. Применяется в качестве сверхтвёрдого материала.
В быту используется в качестве материала для недорогих керамических ножей, преимуществом которых является отсутствие необходимости в затачивании. Недостатком таких изделий является устойчивое окрашивание их поверхности следами продуктов или металлов при трении, а также хрупкость — при неаккуратном обращении лезвие покрывается сколами и теряет остроту, а также может разбиться.
При нагревании диоксид циркония проводит ток, что иногда используется для получения нагревательных элементов, устойчивых на воздухе при очень высокой температуре. Нагретый диоксид циркония способен проводить ионы кислорода как твёрдый электролит. Это свойство используется в промышленных анализаторах кислорода и топливных элементах.